# Beate Hampe
Beate Hampe (* 1968) ist eine deutsche Sprachwissenschaftlerin. Sie ist seit 2009 Professorin für anglistische Sprachwissenschaft (Sprache und ihre Struktur) an der Universität Erfurt.

## Leben
Beate Hampe studierte von 1987 bis 1994 Anglistik und Germanistik an der Friedrich-Schiller-Universität Jena, der Oxford Brookes University und der Queen Mary University of London. 1999 promovierte sie an der Friedrich-Schiller Universität Jena über Redundancy in English verb-particle constructions. Eine erweiterte und überarbeitete Version der Dissertation wurde 2002 unter dem Titel Superlative Verbs. A corpus-based study of semantic redundancy in English verb-particle constructions im Gunther Narr Verlag veröffentlicht.
Beate Hampe war von 1994 bis 2000 als wissenschaftliche Mitarbeiterin und von 2002 bis 2007 als wissenschaftliche Assistentin (C1) am Lehrstuhl für anglistische Linguistik des Instituts für Anglistik/Amerikanistik an der Friedrich-Schiller Universität Jena tätig.
Im Wintersemester 2006/2007 nahm sie eine Lehrstuhlvertretung für anglistische Linguistik an der Universität Rostock wahr. Von 2007 bis 2009 hatte sie eine Stelle als akademischer Rat am Institut für Anglistik/Amerikanistik an der Friedrich-Schiller Universität Jena inne, wurde allerdings für die Vertretung des Lehrstuhls für anglistische Sprachwissenschaft (Sprachstruktur) im Wintersemester 2007/2008 an der Universität Erfurt von der Universität Jena beurlaubt. Seit 2009 hat sie die Professur für anglistische Sprachwissenschaft (Sprache und ihre Struktur) an der Universität Erfurt inne.
Von 2011 bis 2015 war sie Prodekanin und Studiendekanin der Philosophischen Fakultät der Universität Erfurt. 2017 wurde sie das erste Mal zur Senatorin an der Universität Erfurt gewählt. Ihre Wiederwahl zur Senatorin erfolgte 2019. Seit Mai 2021 ist sie Vizepräsidentin für Internationales an der Universität Erfurt.

## Forschungsschwerpunkte
- Kognitive Linguistik
- Konstruktionsgrammatik
- Semantik
- Korpuslinguistik

Beate Hampe ist seit 2014 im Vorstand der Deutschen Gesellschaft für kognitive Linguistik und seit 2019 Mitherausgeberin der Fachzeitschrift Cognitive Semantics.

## Publikationen (Auswahl)

### Monographien
- Superlative Verbs. A corpus-based study of semantic redundancy in English verb-particle constructions. Gunter Narr, Tübingen 2002, ISBN 3-8233-4948-1 (englisch).

### Herausgaben
- Metaphor. Embodied Cognition & Discourse. Cambridge University Press, Cambridge, etc. 2017, ISBN 978-1-107-19833-3 (englisch).
- From Perception to Meaning. Image Schemas in Cognitive Linguistics (= Cognitive Linguistic Research. Band 29). Mouton de Gruyter, Berlin/New York 2005, ISBN 978-3-11-018311-5 (englisch).

### Aufsätze
- mit Stefan Th. Gries: Syntax from and for discourse II. More on complex sentences as meso-constructions. In: Beate Hampe, Susanne Flach (Hrsg.): Yearbook of the German Cognitive Linguistics Association. Band 6: Special Issue: Corpora. Constructions. Cognition. de Gruyter Mouton, 2018, ISSN 2197-2788, S. 115–142 (englisch).
- mit Christian Lehmann: Partial Coreference. In: Dik Bakker, Martin Haspelmath (Hrsg.): Languages Across Boundaries. Studies in memory of Anna Siewierska. de Gruyter Mouton, Berlin/Boston 2013, ISBN 978-3-11-033103-5, S. 159–196 (englisch).
- mit Stefan Th. Gries, Doris Schönefeld: Converging Evidence II: More on the association between verbs and constructions. In: Sally Rice, John Newman (Hrsg.): Empirical and Experimental Methods in Cognitive/Functional Research. CSLI Publications, Stanford (CA) 2010, ISBN 978-1-57586-613-0, S. 59–72 (englisch).